# Đavolov kanjon (1953.)
Đavolov kanjon (engleski: Devil's Canyon) je američki vestern iz 1953.